# Álvaro García Cantó
Álvaro García es un futbolista español nacido el 7 de julio de 1986 en La Romana (Alicante), Alicante. Juega de extremo diestro aunque también puede desempeñarse como extremo zurdo. Actualmente juega en el Novelda Unión CF.

## Trayectoria
Se formó en la UD Aspe entre 1994 y 2000. Jugó una temporada en la cantera del Valencia CF (2000-01) y volvió al Aspe UD, donde jugaría dos años más. En 2003 pasó al fútbol base del Alicante CF y en la temporada siguiente se integró en el Alicante B.
Posteriormente jugó cuatro años en el primer equipo y cuatro fases de ascenso de Segunda División B, aunque solo en la temporada 2007/08 fue cuando ascendió a la Segunda División. En 2009 jugó en el Cádiz CF y fichó por el Racing Club de Ferrol en 2ª B para la 2009/10. Sin embargo, dicha temporada la acabó disputando en la UD Alzira, en 3ª, al que llegó en enero de 2010 y con el que ascendió a 2ª B.
En la siguiente campaña, por cuestiones personales decidió recalar en el Novelda CF de 3ª. El día 21 de enero ficha por el CD Alcoyano, procedente del club de la Magdalena, en el cual fue la revelación de su equipo.
Una temporada después, el CD Alcoyano asciende a Segunda División, juega muchos minutos y es uno de los jugadores clave del Deportivo en la categoría de plata, siendo en muchas ocasiones decisivo en los partidos. Marcó 8 goles.
La temporada 2012-13 la comenzó en el Asteras Tripolis de Grecia, con el que participó en un partido de Liga y dos de Copa.
Debido a su poca participación con el conjunto griego, en el mercado de invierno retorna a España y se compromete con el FC Cartagena, recién descendido de la Segunda División y cuyo objetivo sería el ascenso de categoría. Con el conjunto cartagenero, termina la liga regular como subcampeón de grupo y disputa las eliminatorias de ascenso a Segunda División. Hasta la fecha lleva disputados 12 partidos y ha anotado 1 gol.
Al finalizar la temporada 2012-2013 no renueva su contarato con el Fútbol Club Cartagena, y termina fichando para la próxima temporada por el Club Deportivo Leganés, con el que consiguió el ascenso a la división de plata del fútbol español.
La temporada 2014-2015, en segunda división, disputó 35 partidos de Liga, 33 de ellos como titular.
En 2015, firma con el Huracán Valencia Club de Fútbol pero abandonó el club valenciano por ser víctima de los problemas económicos de la entidad, con la que participó en catorce partidos de Liga y marcó tres goles. En el mercado de invierno se convierte en nuevo jugador del Hércules Club de Fútbol.

## Clubes
| Club                            | País   | Año       |
| ------------------------------- | ------ | --------- |
| Alicante CF                     | España | 2005-2009 |
| Cádiz CF                        | España | 2009      |
| Racing Club de Ferrol           | España | 2009-2010 |
| UD Alzira                       | España | 2010      |
| Novelda CF                      | España | 2010-2011 |
| CD Alcoyano                     | España | 2010-2012 |
| Asteras Tripolis                | Grecia | 2012      |
| Fútbol Club Cartagena           | España | 2013-2013 |
| Club Deportivo Leganés          | España | 2013-2015 |
| Huracán Valencia Club de Fútbol | España | 2015      |
| Hércules Club de Fútbol         | España | 2016      |
| CD Alcoyano                     | España | 2016-     |